# S21 (トゥール・スレン)
座標: 北緯11度32分58.03秒 東経104度55分3.02秒 / 北緯11.5494528度 東経104.9175056度
S21は、クメール・ルージュ（カンボジア共産党）支配下のカンボジア（民主カンボジア）において設けられていた政治犯収容所の暗号名である。
稼働中は存在そのものが秘密であったため公式名称は無い。現在は地名を取ってトゥール・スレン（クメール語: ទួលស្លែង、英語: Tuol Sleng）と呼ばれており、国立のトゥール・スレン虐殺犯罪博物館（クメール語: សារមន្ទីរ ឧក្រិដ្ឋកម្មប្រល័យពូជសាសន៍ទួលស្លែង、英語: Tuol Sleng Genocide Museum）となっている。トゥール・スレンとは「毒の木の丘」もしくは「マチンの丘」の意味である。
2年9か月の間に14,000～20,000人が収容されたと言われ、そのうち生還できたのは8人（身元が分かっているのは7人）のみであった。これまでは7人とされていたが、2007年、別の刑務所に移送されたため生き残った女性1人が名乗り出た。

## ギャラリー

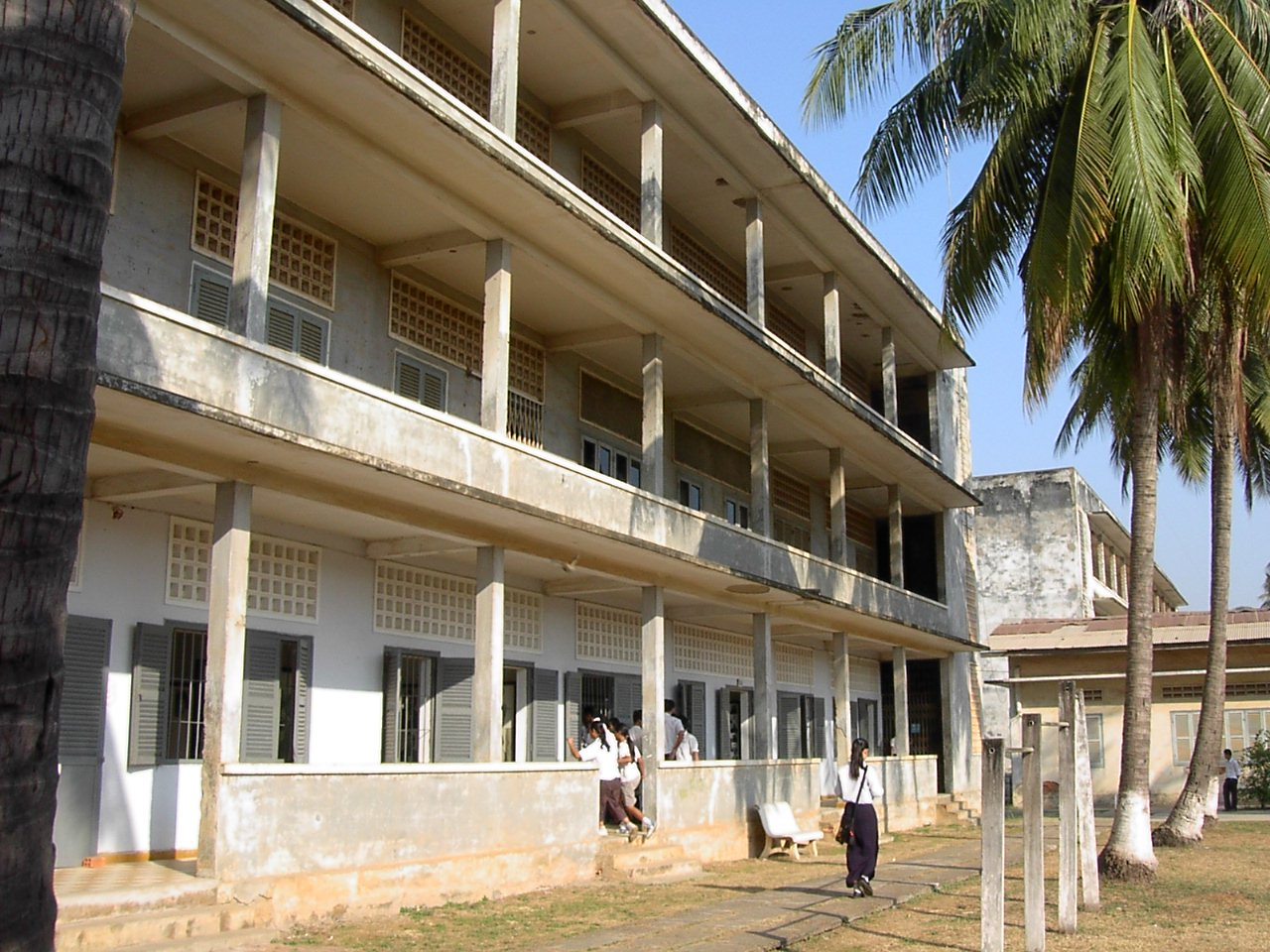
手前がB棟、奥がC棟。B棟の1階では現在、収容者や少年看守の写真が展示されている。2階が独房、3階が雑居房である。

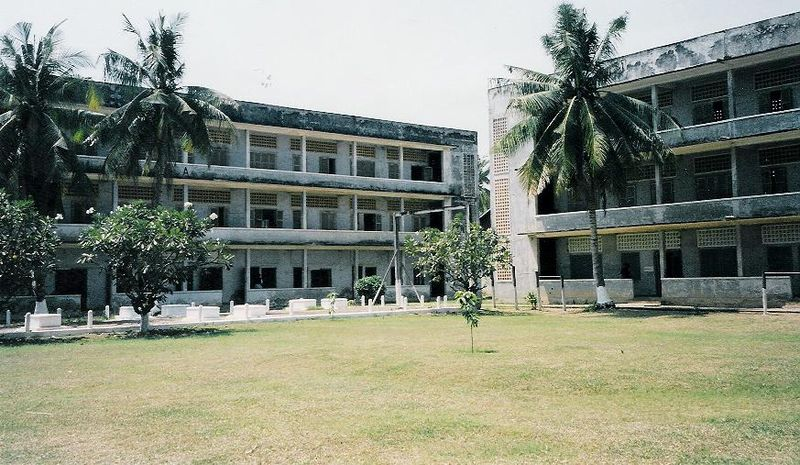
正門付近から見たA棟とB棟。A棟の前にあるのは、最初に発見された9人の遺体の墓。その右手のポールは、囚人を逆さ吊りにして水に漬ける拷問が行われていた

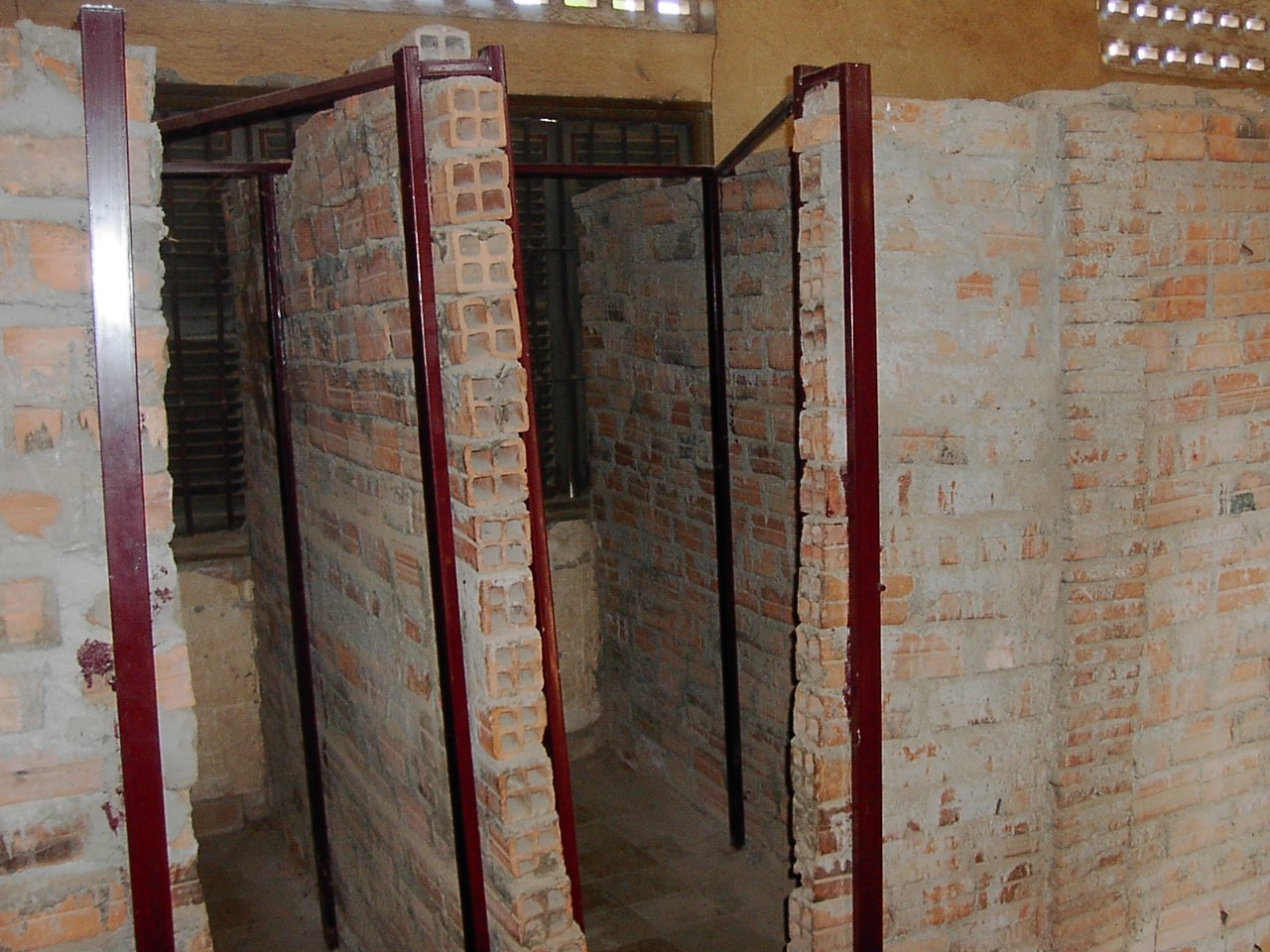
B棟の2階にある独房。教室を煉瓦で仕切って作られていた。排泄は房内の弾薬箱に行っていた

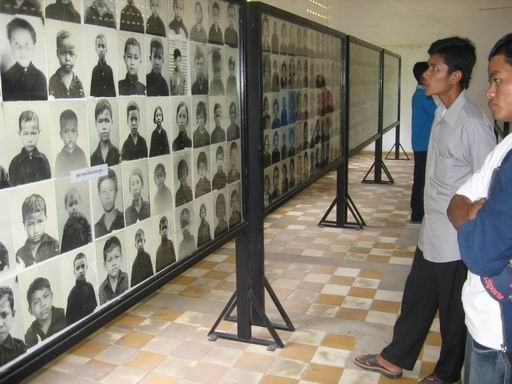
B棟に展示されている顔写真

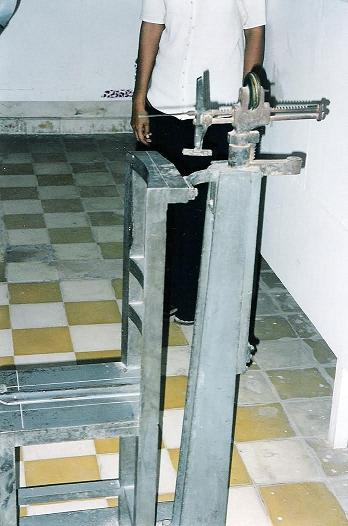
顔写真の撮影に使われた椅子。細い棒に頭を押し付けられて撮影された

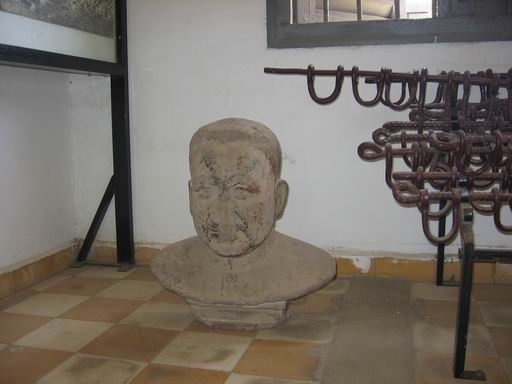
大きく×の描かれた、ポル・ポトの胸像。そばにあるのは雑居房で使われていた足枷

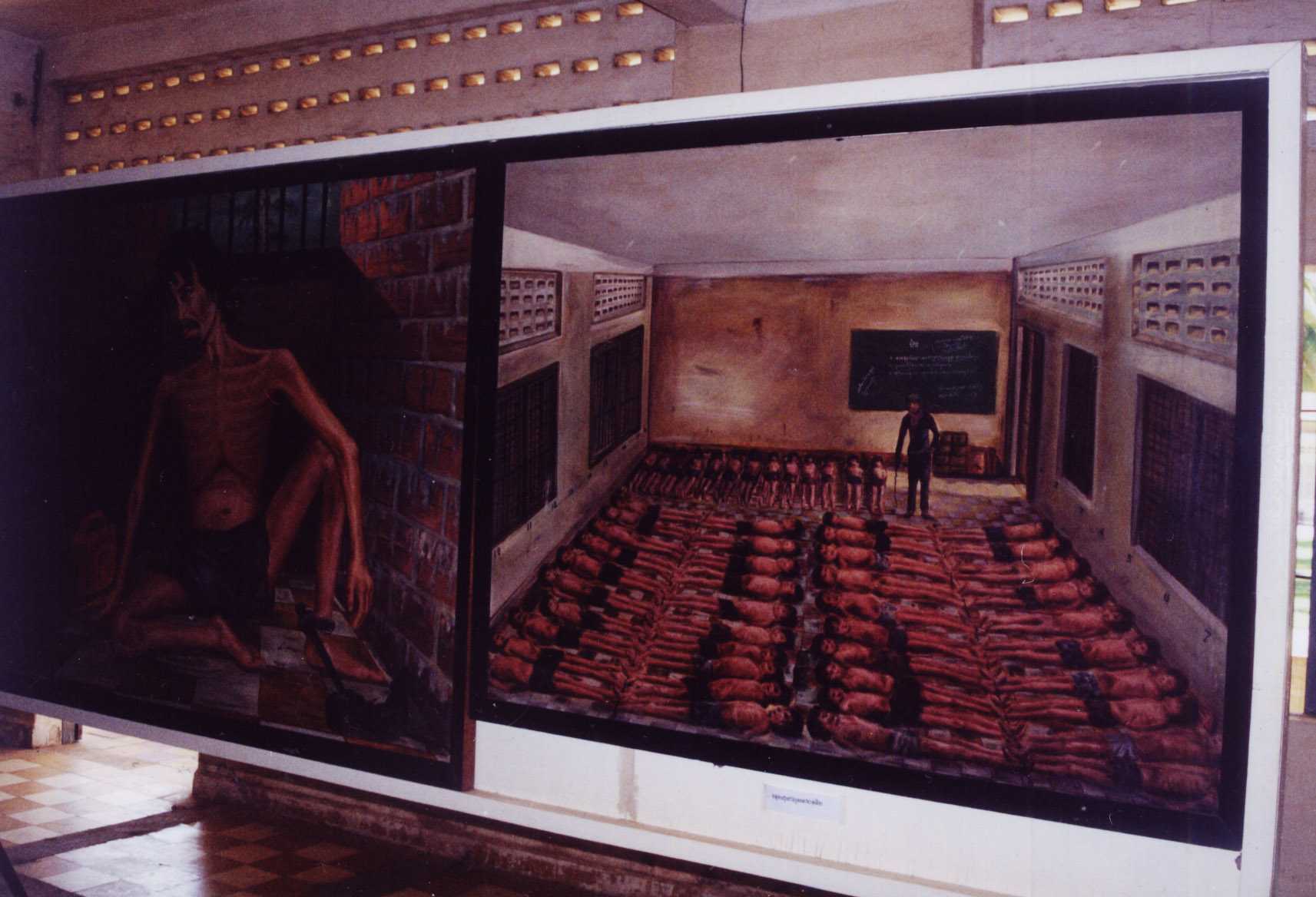
生存者のバン・ナットが描いた雑居房の様子

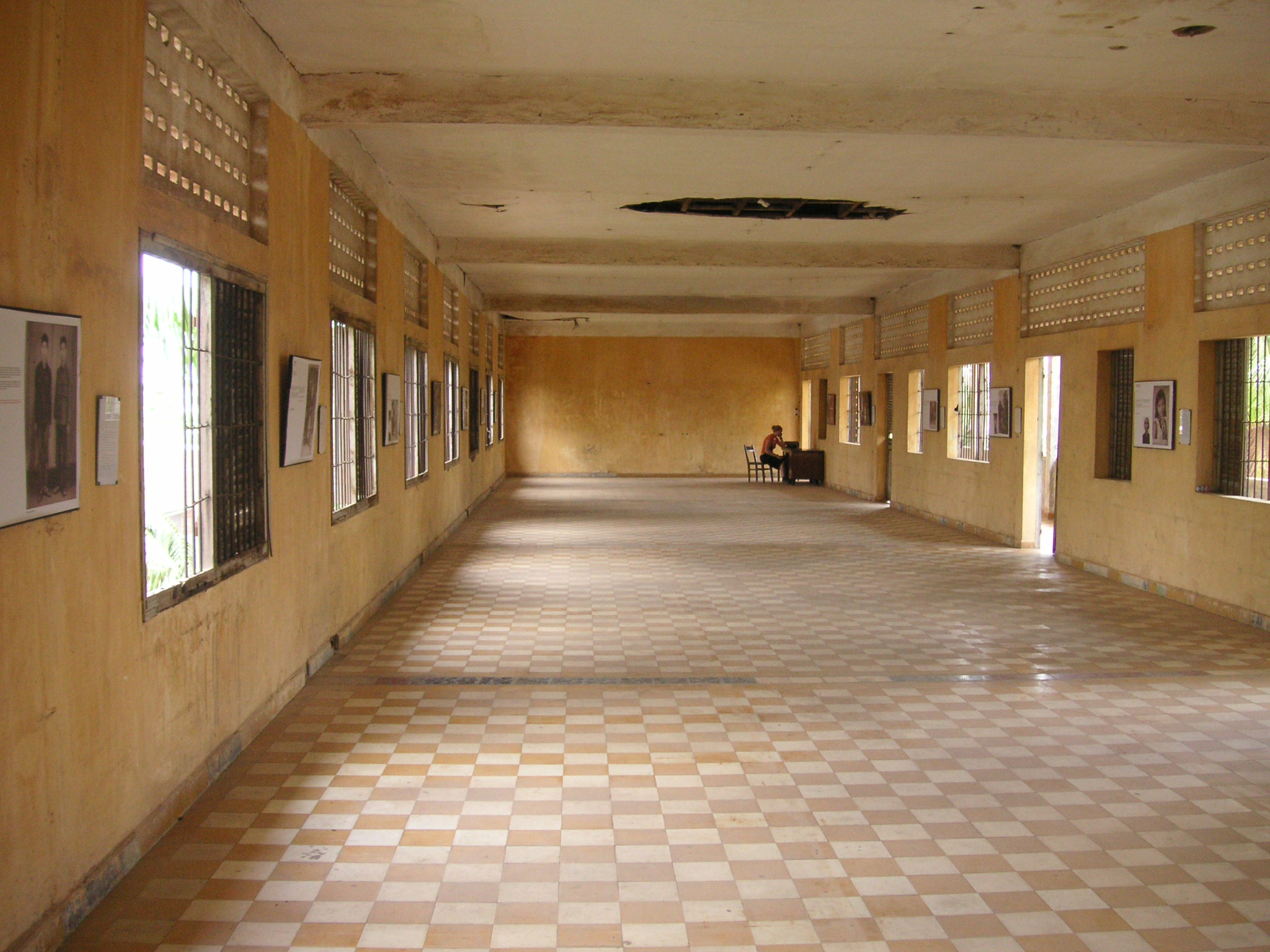
B棟3階の雑居房跡。館内至る所の床に、現在も血糊が残っている

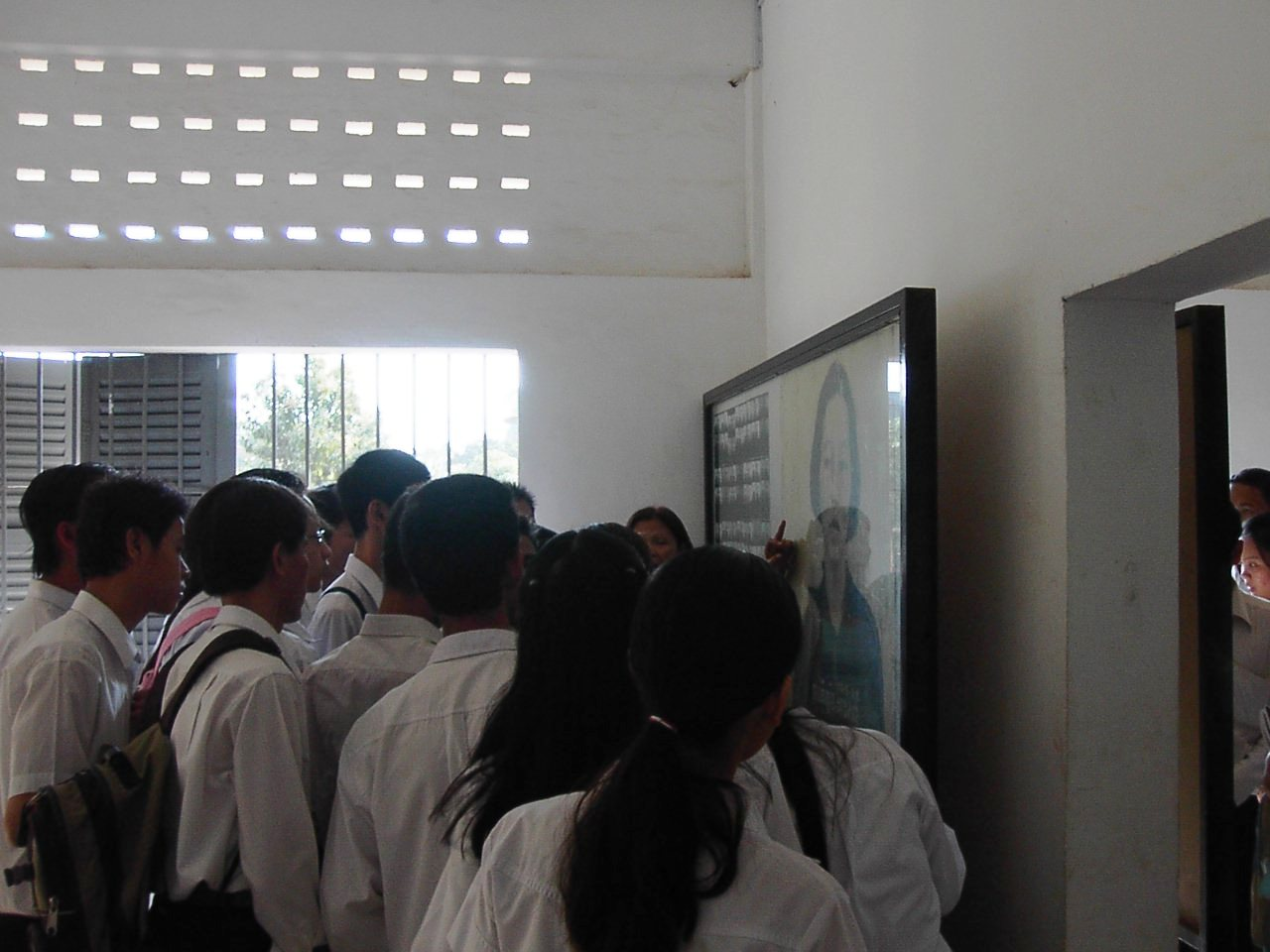
現在も地元の小中学生達の見学コースとなっている

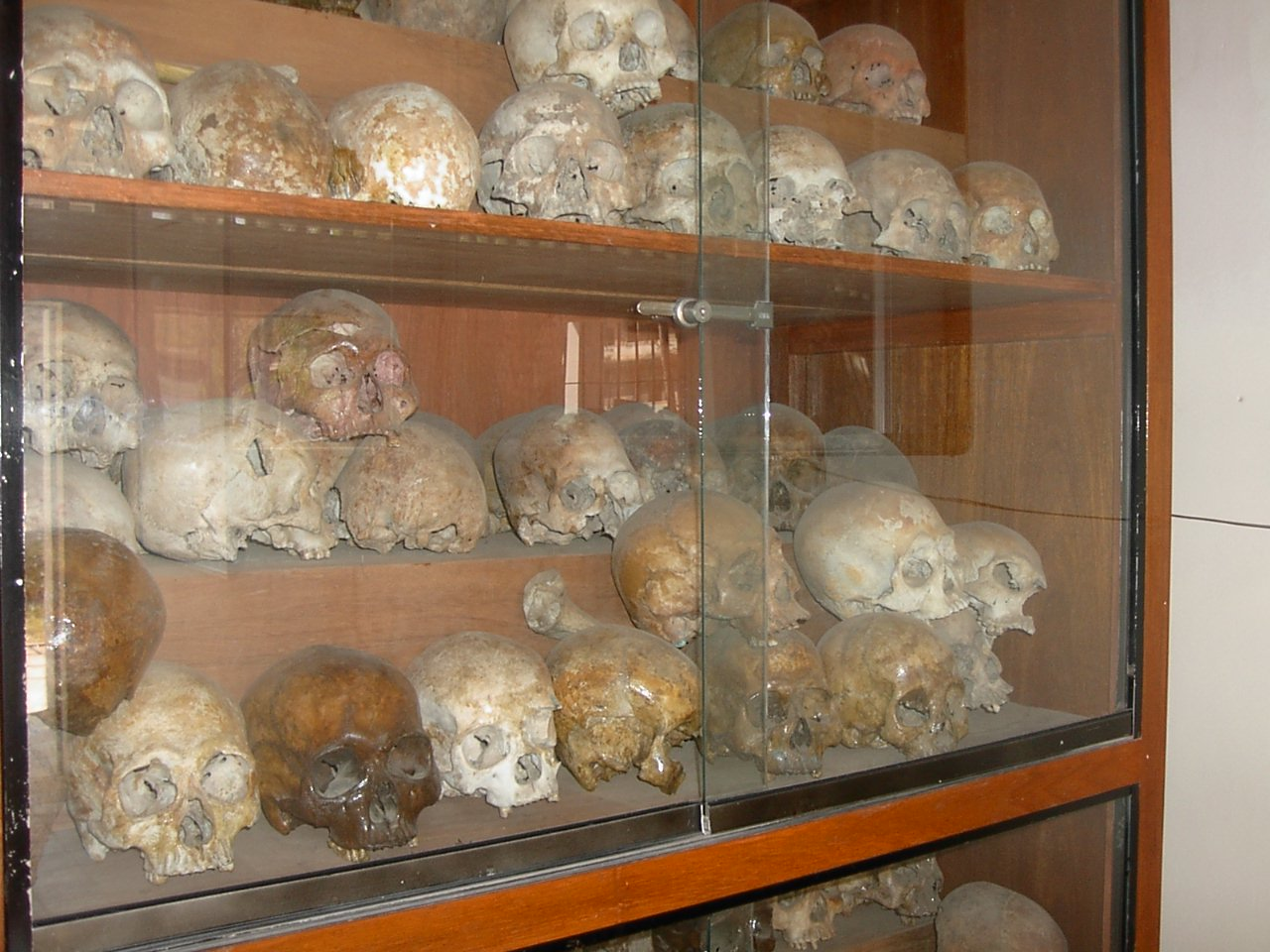
D棟に展示されている人骨

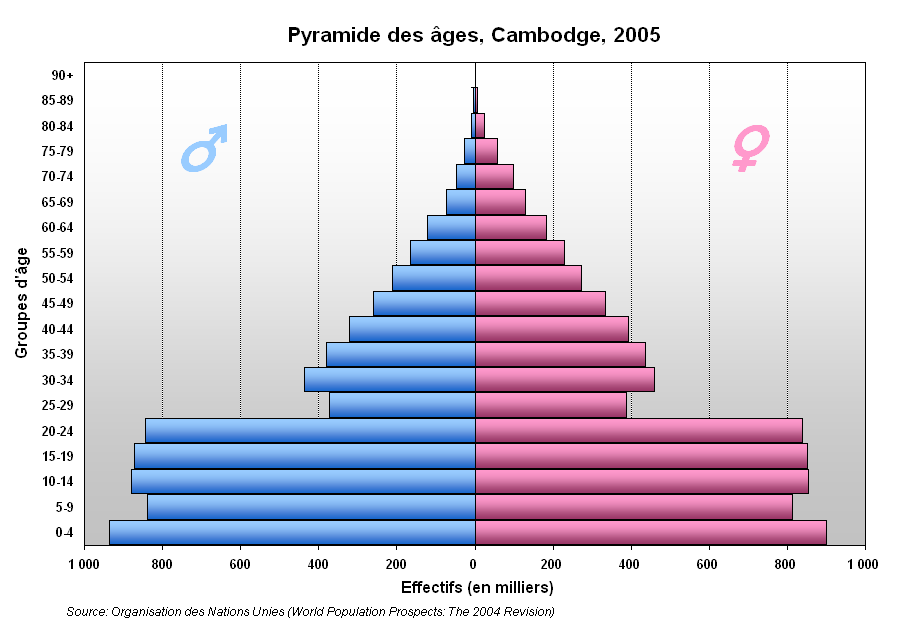
クメール・ルージュによる虐殺終了から26年後のカンボジア人口（2005年度）。25歳以上と24歳以下の人口が対照的である。

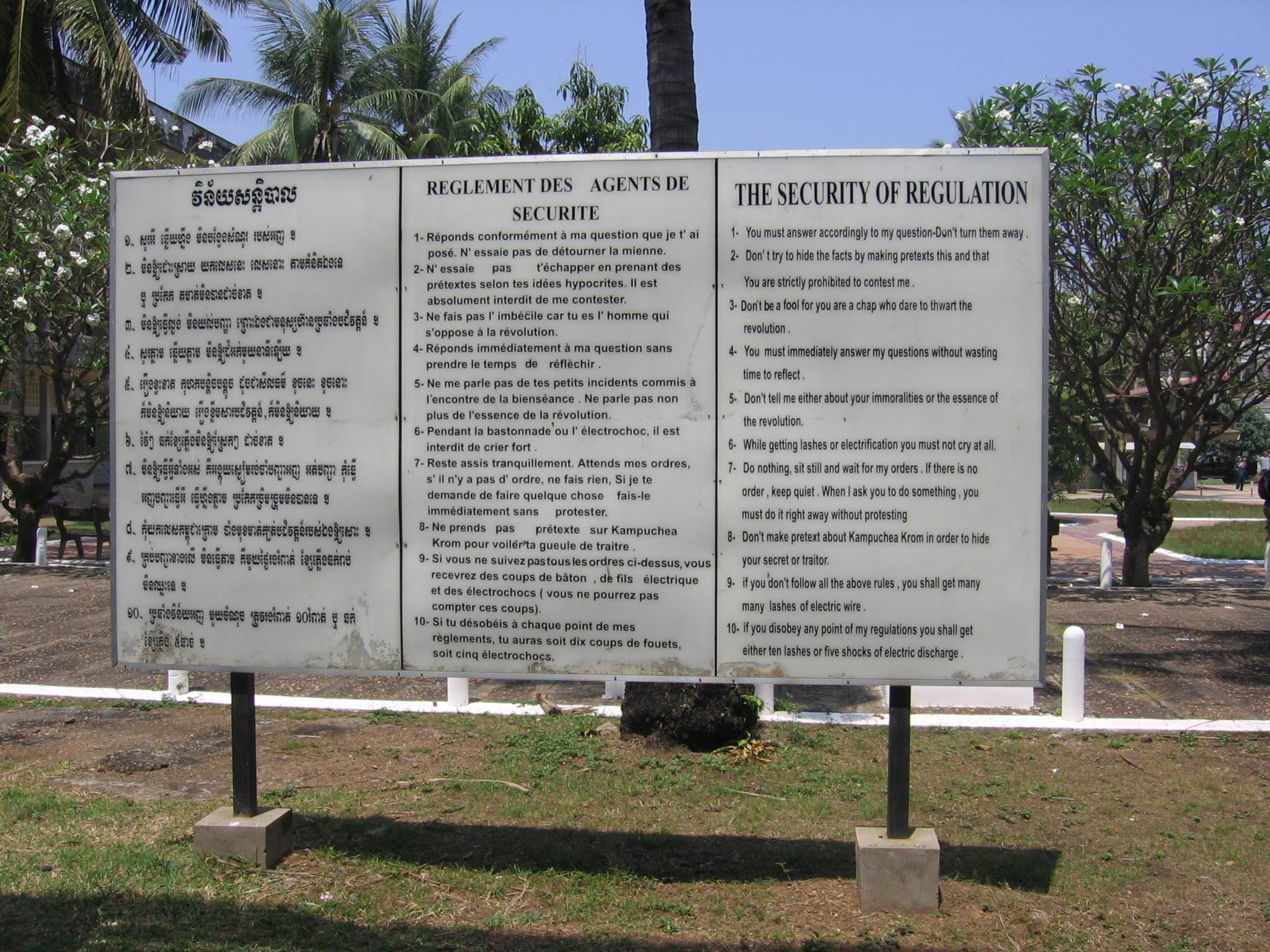
所内の保安規則。A棟の前に展示されている

## 歴史
プノンペンの中心からやや南方に位置する チャムカモン区（クメール語: ខណ្ឌចំការមន、英語: Chamkarmon District）には、トゥール・スヴァイ・プレイというリセがあった。革命に学問は不要と言う方針を打ち出したクメール・ルージュは、1976年4月頃、無人になったプノンペンの中心に位置するこの学校を、反革命分子を尋問しその係累を暴くための施設に転用した。
それ以前にもプノンペン市内にはいくつかの政治犯収容所があった模様で、そこでは厳しい尋問が行われていたようだが、生きては出られぬ収容所ではなかったと言う。収容所がS21に集約されると共に、一度収容されたものは生きて出ることはない場へと変貌したが、そのどちらが原因でどちらが結果かは今となっては不明である。また、1976年の毛沢東の死によってクメール・ルージュ党中央は中国からの援助が止まるのではないかと危機感を募らせ、それと共に反革命分子の詮索も苛烈の度を増していった。1975年5月のマヤグエース号事件救出作戦で捕えられたアメリカ海兵隊員3名もここに送られ、尋問を受けた記録が残されている（その後彼らは処刑されたと思われる）。
革命が成功したのに飢餓が進むのは誰か反革命分子が居るからに違いないという、ポル・ポトを始めとする党中央の被害妄想に、現場の看守は残虐行為で応えた。囚人達はいわゆる拘禁反応によって看守達が欲している答え（「わたしはアメリカ帝国主義の手先でした」「わたしはベトナムのスパイでした」）を言い、その対価として拷問の責め苦からの解放（＝処刑）を得た。彼らの遺体は裏手のトゥール・スレン小学校跡に埋められたが、じきにそこも満杯になったのと、処刑時の叫び声が響く事から、1977年には処刑・埋葬場がプノンペンの南西15kmのチュンエク村に移された（のちにそこは「キリング・フィールド」と呼ばれることになる）。同じ理由からか尋問の場所もリセの正門前の民家に広げられた。あるいは手狭になったためかも知れない。
S21の指揮官であったドッチは、自分は命令に従っただけだと述べた。彼はかつて数学を教える立場にあった知識人である事から粛清の標的になりやすい立場にいた。そのため、党中央の威光に怯え、なおかつ計算高くその意向（反革命分子をあぶり出すためにあらゆる手段を使う事）に従おうとした事は想像に難くない。所長でさえこうした姿勢であったため、あまつさえ看守は忠誠を示すために残虐行為を当然の如くに行った。看守には10代の少年少女がなる事が多かったが、S21の秘密を守るための粛清の危険に常に晒されていた。実際、多くの看守が後に収容され処刑されている。
拷問が激化するのと、S21が生きては出られぬ収容所となったのは常軌を逸しているが、「一度収容された囚人は有罪と決まっている→拷問し処刑する→S21の拷問と虐殺の実態が外部に漏れぬようにするため、ますます囚人を何が何でも有罪にして処刑しなければならない→さらに拷問が激化する」と言う悪循環に陥っていた点では、ナチス・ドイツの強制収容所などと通底するものがある。
一方、ポル・ポト、イエン・サリ、タ・モク、キュー・サムファンら党中央は後年「拷問しろなどと命令した覚えはない」「トゥール・スレンなど私は知らない（S21と呼んでいたから）」などと強弁した。
S21では、囚人の写真と処刑後の写真、囚人や看守が書かされる「自分史」（自己批判文）、詳細な自白調書など膨大な記録が作られたが、クメール・ルージュ自身がそれを使って本当に反革命分子を捕まえているのかを検証した形跡は無い。むしろこれらは、これだけの反革命分子を捕まえ、そして反クメール・ルージュ的組織の情報をこれだけ引き出したという実績作りのためだけに作られたようである。
しかし1978年の終わりには、拷問によって得られた自白の信憑性を疑う空気がようやく収容所幹部にも漂ってきたのか、拷問を差し控えるようになる。だがS21の恐ろしさは十二分にカンボジア国民に植え付けられており、収容者は次から次へと「ベトナムとの関係」「CIAとの関係」を「自白」（創作）し、処刑されていった。
囚人は処刑される前に反革命分子の仲間を出来るだけ多く列挙するよう強要されたが、こうすることでS21は処刑すべき「反革命分子」に事欠くことが無く、むしろその数は指数関数的に増えて行った。ベトナムのスパイを疑われたクメール・ルージュ幹部(主に東部地区出身者)の多数が内部告発により処刑されている。ソン・センのように党中央のメンバーでさえ、逮捕には至らないが疑惑を向けられることはあったという。中央政府から地方組織や各事業所に至るまで、幹部の多くが粛清された事によってクメール・ルージュは弱体化していく。
その後間もなくベトナム軍によってS21の存在は白日の下に晒される事になる。1979年1月7日にベトナム軍はプノンペンを制圧したが、クメール・ルージュは全員撤退・逃亡した後だった。翌日、ベトナム人の従軍記者が異臭に気づき、この施設を発見した。A棟1階の尋問室でクメール・ルージュが撤退間際に殺害した14人の遺体があり、収容所全体では50人程度の遺体があった。また膨大な収容・処刑記録の文書があった。
クメール・ルージュは中国以外の国に対しては一切秘密主義を貫いていたため、そうした政治犯収容所の存在は国外には知られていなかった。ベトナムがカンボジアにヘン・サムリン政権を擁立するにあたり、この収容所跡はベトナム側の政治宣伝（「ポル・ポトからカンボジアを救ったのはベトナムである」）として利用される事になり、わずか数日で外国のプレスに公開された。その年の内にはクメール・ルージュの残虐行為を展示する博物館が急遽設置された。

## 現在
発見時のままに保存されている拷問室、1,000人ほどの収容者（一部は少年・少女看守）の写真、生還した画家が描いた拷問の様子など、現在のトゥール・スレン博物館の展示内容は開館時と余り変わっていない。これらの展示物が2003年にユネスコの記憶遺産に登録された。但し、悪評を招いた「骸骨で作ったカンボジア地図」は2004年に撤去された。クメール・ルージュが遺した膨大な文書をイェール大学やコーネル大学が分析しているにも関わらず、その結果は展示内容に反映されないままである。
2009年2月、カンボジア特別法廷でS21での残虐行為に対する審判が開始され、ドッチが被告として出廷した。2010年8月、ドッチに禁錮35年の刑が言い渡された。
2012年2月3日、上訴審で一審の禁錮35年の判決が破棄され最高刑の終身刑判決を受けた。
2018年現在、入場料は5米ドル。各国オーディオガイドは3米ドルの追加で利用できる。（日本語のオーディオガイドもある）。映画は10時と15時の1日2回上映される。
2025年に、「カンボジアの記憶の場所群 : 弾圧の中心地群から平和と反省の各所まで」の構成資産として、世界遺産リストに登録された。

## 尋問中の保安規則
1. 質問された事にそのまま答えよ。話をそらしてはならない。
2. 何かと口実を作って事実を隠蔽してはならない。尋問係を試す事は固く禁じる。
3. 自分が革命を阻止するなどという思い上がった考えを持つな。
4. 質問に対し問い返すなどして時間稼ぎをしてはならない。
5. 自分の不道徳や革命論など語ってはならない。
6. 電流を受けている間は一切叫ばないこと。
7. 何もせず、静かに座って命令を待て。何も命令がなければ静かにしていろ。何か命令を受けたら、何も言わずにすぐにやれ。
8. 自らの秘密や裏切り者を秘匿するためにベトナム系移民を騙ってはならない。
9. これらの規則が守れなければ何度でも何度でも電線による鞭打ちを与える。
10. これらの規則を破った場合には10回の鞭打ちか5回の電気ショックを与える。